# АСК ТП устатковання комплексної підготовки газу
АСК ТП устатковання комплексної підготовки газу (АСК ТП УКПГ) (рос. АСУ ТП (автоматизированная система управления технологическим процессом) установки комплексной подготовки газа (АСУ ТП УКПГ); англ. complex gas treatment unit PMACS (production methods automatic control system); нім. ASSTG (automatisiertes Steuersystem des Technologieprozesses) der Erdgaskomplexvorbereitungsanlage (ASSTG EgKVA)) — автоматизована система керування, під керуванням та контролем якої забезпечується комплексна підготовка газу в газовій промисловості.